# Franciszek Skupieński
Franciszek Ksawery Skupieński (ur. 21 listopada 1888 w Tumie k. Łęczycy, zm. 26 czerwca 1962 w Łodzi) – polski botanik i mikolog, profesor Uniwersytetu Stefana Batorego w Wilnie, Uniwersytetu Łódzkiego, rektor Wyższej Szkoły Gospodarstwa Wiejskiego w Łodzi.

## Życiorys
Studiował na wydziale matematyczno-fizycznym na Sorbonie w Paryżu i w 1920 na Sorbonie otrzymał stopień doktora. Habilitował się w 1929 na Uniwersytecie Warszawskim.
W latach 1937–39 był profesorem Uniwersytetu Stefana Batorego w Wilnie. Podczas okupacji hitlerowskiej uczestniczył w tajnym nauczaniu w Warszawie. W 1945 był organizatorem i rektorem Wyższej Szkoły Gospodarstwa Wiejskiego w Łodzi. W 1946 mianowany profesorem Uniwersytetu Łódzkiego, na którym pracował do przejścia na emeryturę w 1960. 
Najważniejsze prace dotyczą śluzowców oraz grzybowych uszkodzeń i konserwacji drewna budowlanego.
Był członkiem Towarzystwa Naukowego Warszawskiego, Łódzkiego Towarzystwa Naukowego, Polskiego Towarzystwa Botanicznego
Odznaczony m.in. Krzyżem Oficerskim Orderu Odrodzenia Polski.

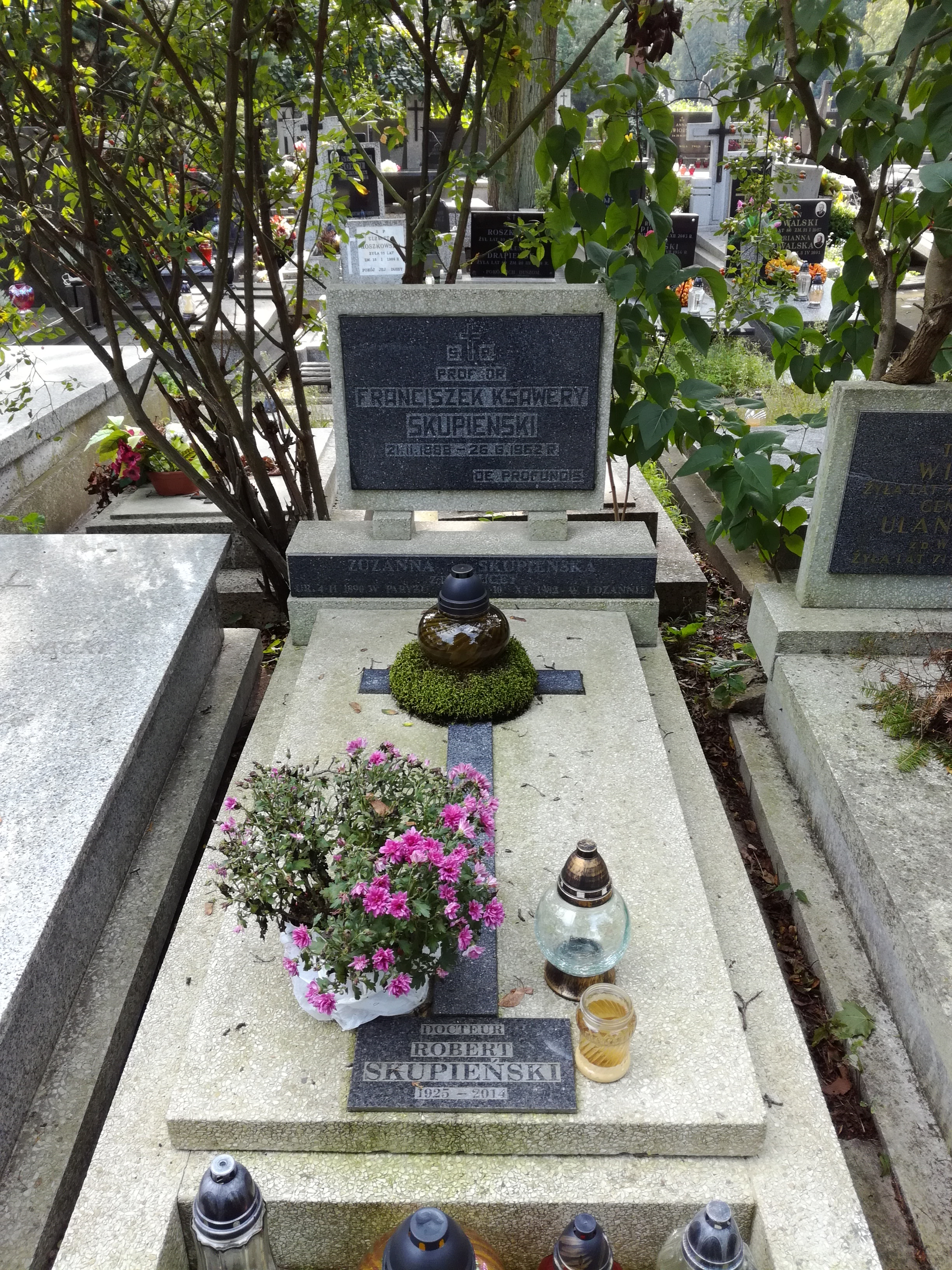
Grób prof. Franciszka Skupieńskiego

Został pochowany na Starym Cmentarzu w Łodzi.